# Noroi: The Curse
Noroi: The Curse (ノロイ Noroi), és una pel·lícula de terror japonès en forma de fals documental, dirigida per Kōji Shiraishi i estrenada el 2005. La pel·lícula és inusualment llarga i complexa pel que fa al gènere J-Horror, dura més de dues hores i té un repartiment principal de més de vint-i-cinc personatges.

## Argument
En una sala d'edició de vídeo, una veu en off descriu breument a Masafumi Kobayashi, un expert en fenòmens paranormals que va produir una sèrie de llibres i pel·lícules sobre activitats sobrenaturals al Japó. La pel·lícula comença amb la recerca de Kobayashi sobre el cas d'una dona, anomenada Junko Ishii, i el seu fill sense nom, que arriben quan Kobayashi va ser contactat per una veïna. Poc després de la primera visita amb Kobayashi, Ishii es muda fora de la ciutat, i els veïns que van tenir contacte amb Kobayashi moren en un accident de cotxe. Ishii no és vista o esmentada fins al desenllaç de la pel·lícula.
A continuació, la primera meitat de la pel·lícula desplega una sèrie de constants esdeveniments sense relació aparent, entre elles la desaparició d'una nena psíquica, un programa de televisió sobre casos paranormales, un suïcidi en massa, on els participants es pengen de cordes nuades de manera similar, i molts estranys successos més.
La multitud d'esdeveniments no sembla tenir cap similitud entre si, fins que comença la segona part de la pel·lícula. Aquí, es fa evident que tots els esdeveniments estan relacionats amb una entitat misteriosa coneguda com a Kagutaba.
La recerca de Kobayashi per descobrir la veritat ho porta a l'àrea regional de Nagano, on molts anys abans hi havia una ciutat habitada per gent molt religiosa. En aquella època a la ciutat es duien a terme rituals demoníacs per contenir Kagutaba, fins que el lloc va ser evacuat i demolit per tal de construir una represa.
A mesura que la pel·lícula es va aproximant al final, la relació de cada personatge amb Kagutaba es fa evident, i les històries individuals i molts fils narratius, independents en aparença, apunten a una conclusió única.
Fidel al lema de la pel·lícula, tothom mor, la major part de l'elenc principal mor per la conclusió de la pel·lícula.
Després que la pel·lícula de Kobayashi s'acaba, tornem a la sala d'edició de vídeo, on continua la veu en off dient que Kobayashi i la seva família van morir en un incendi pocs dies després dels esdeveniments de la pel·lícula. A més, altres personatges també van morir en estranyes i inexplicables maneres, incloent en la llista a Hiro, un psíquic que va ser trobat en un conducte de ventilació.
La veu en off anuncia després que el video de la càmera de Kobayashi va ser enviat de forma anònima a un canal de televisió. Aleshores, es reprodueix aquest material. En la cinta es veu a Kobayashi i la seva esposa Kana sopant amb el fill de Junko Ishii (a qui van adoptar), el nom del qual encara es desconeix. Després d'una sèrie de circumstàncies desconcertants, durant les quals el moviment de la càmera gairebé no permet veure res, la càmera s'estabilitza i torna a mostrar a l'esposa de Kobayashi, pel que sembla sota la maledicció o possessió, la qual es cala foc a si mateixa. El fill de Junko Ishii surt de l'habitació juntament amb Hiro, qui havia escapat de la institució on estava internat.
La veu en off anuncia aleshores que l'esposa de Kobayashi va ser trobada cremada sota les restes de la casa, però que no s'han trobat ni a Kobayashi ni al misteriós nen.
La pel·lícula acaba ambiguament aquí, amb un clip curt que mostra a Kana envoltada del que semblen ser bebès caminant damunt d'ella.

## Filmació
La pel·lícula està filmada íntegrament amb una càmera DV, per simular la sensació dels documentals realitzats amb mitjans cassolans i per estalviar espai al pressupost per a la comercialització. Així i tot la pel·lícula va tenir una gran quantitat de publicitat atípica malgrat el seu pressupost i gènere.

## Repartiment
- Jin Muraki	 ...	Masafumi Kobayashi
- Rio Kanno	 ...	Kana Yano
- Tomono Kuga	 ...	Junko Ishii
- Maria Takagi	 ...	Ella Mateixa
- Angâruzu	 ...	Ells Mateixos
- Hiroshi Aramata	 ... Convidat del programa de TV
- Yôko Chôsokabe	 ...	Kimiko Yano
- Dankan	 ... Convidat del programa de TV
- Tomomi Eguchi	 ...	Ella Mateixa
- Gôkyû	 ... Convidat del programa de TV
- Miyoko Hanai	 ...	Keiko Kobayashi
- Ai Iijima	 ... Convidat del programa de TV
- Makoto Inamori	 ...	Kôichi Hirotsu
- Ryûnosuke Iriyama	 ...	Psíquic
- Satoru Jitsunashi	 ...	Mitsuo Hori
- Takashi Kakizawa	 ...	Shin'ichi Ôsawa
- Shûta Kambayashi	 ... Nen de Junko
- Kei Matsubara	 ...	Presentador del programa de TV
- Ken'ichirô Matsui	 ...	Ell Mateix
- Marika Matsumoto	 ...	Ella Mateixa
- Hisashi Miyajima	 ...	Ell Mateix
- Raja Okada	 ...	Midori Kimino
- Yôichi Okamura	 ...	Event Emcee
- Mikako Okui	 ...	Ella Mateixa
- Ryôko Okui	 ...	Ella Mateixa
- Kazuhide Shioya	 ...	Ell Mateix
- Hajime Suzuki	 ...	Ell Mateix
- Hitomi Takashima	 ...	Takami Shimizu (com Hitomi Takashima)
- Toshinori Tanimura	 ...	Ell Mateix
- Yoshiki Tano	 ...	Teruyuki Yano
- Toshimaru Yasuno	 ...	Vilatà
- Takaaki Yuhara	 ...	Ell Mateix.[3]

## Recepció
La pel·lícula va rebre crítiques generalment bones, encara que alguns crítics estaven disgustats per la seva trama inusualment llarga i complicada. No obstant això, aquest escapament de la típica plantilla de J-Horror va ser ben rebuda per una majoria dels crítics, en particular els que s'especialitzen en el Gènere de terror.